# 祖格雷斯
祖赫雷斯（羅馬化：Zuhres，發音：[zʊˈɦrɛs]），又按俄语名译为祖格雷斯（羅馬化：Zugres），是乌克兰顿涅茨克州顿涅茨克区哈尔齐兹克市镇的城市，目前事实上由俄罗斯佔領，俄方區劃為頓涅茨克人民共和國哈尔齐兹克市议会的一部份。該市位於克倫卡河畔，距離首府頓涅茨克35公里，始建於1929年，面積14.5平方公里，海拔高度141米，2022年人口数量为17,871人。

## 图集

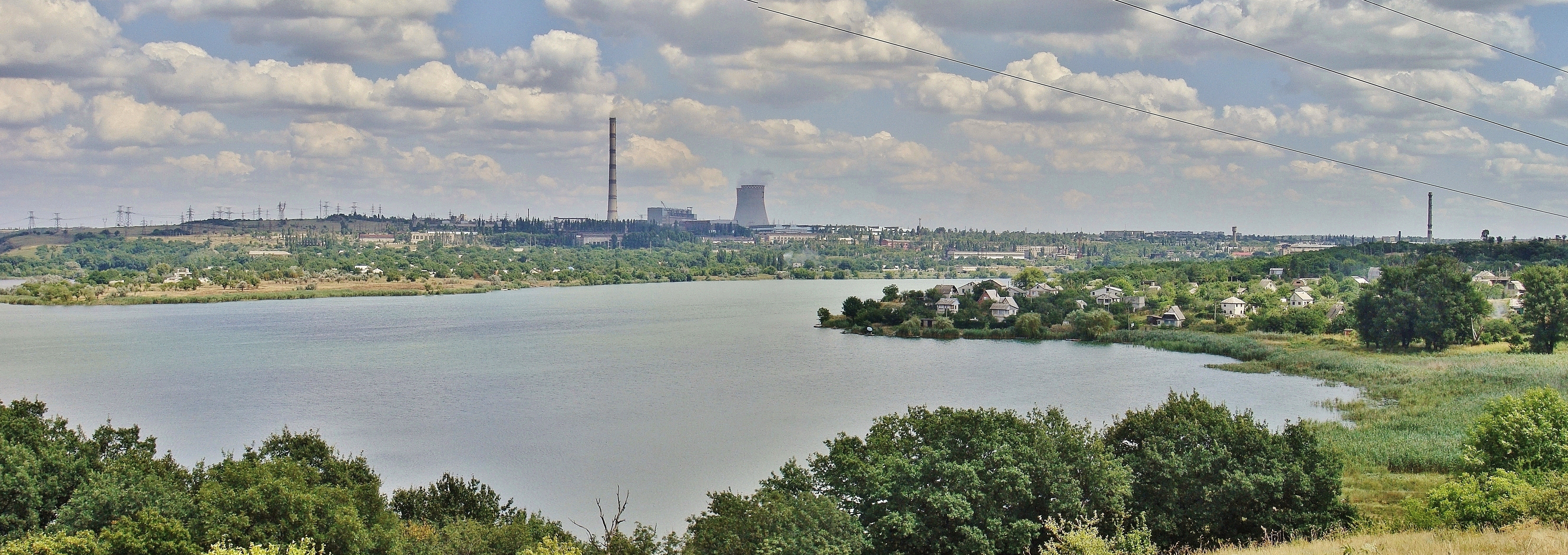
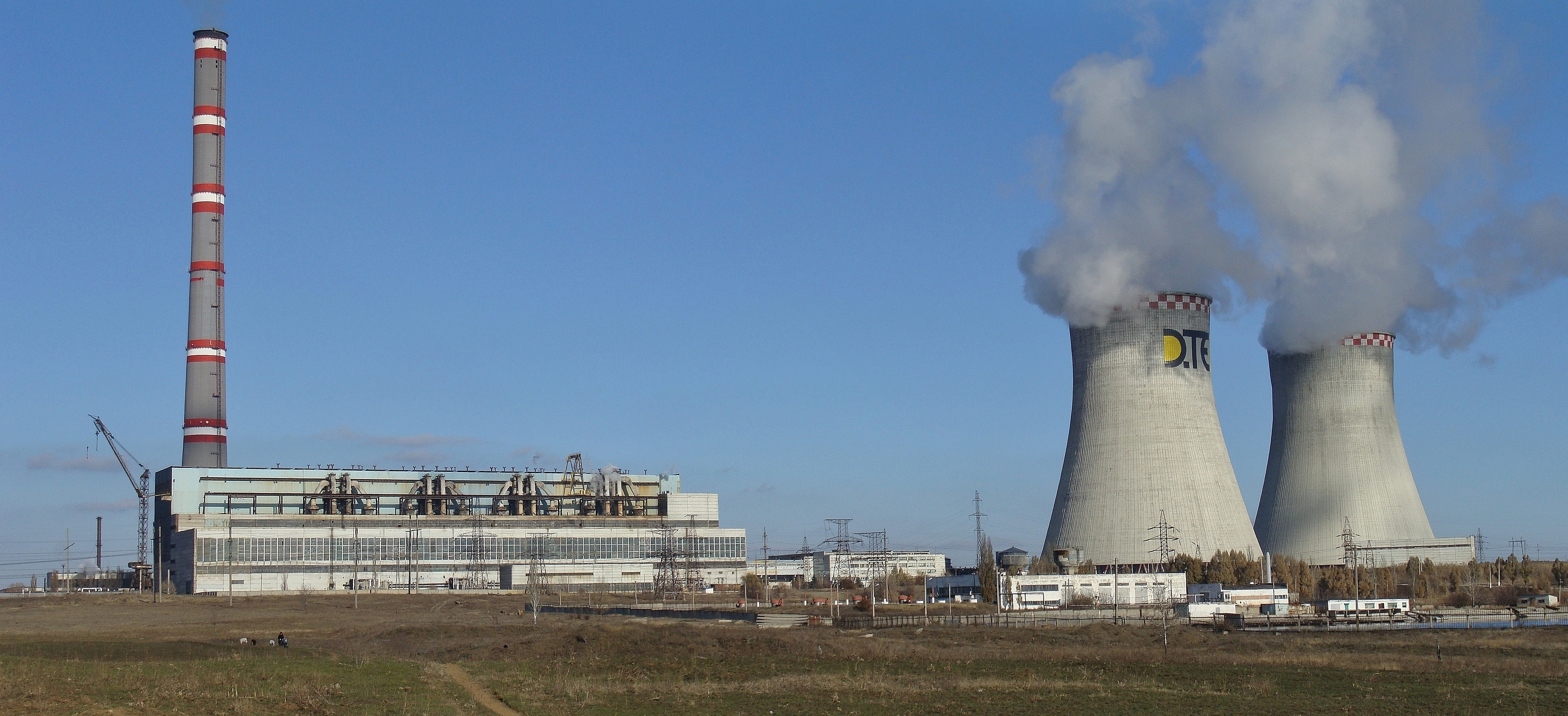
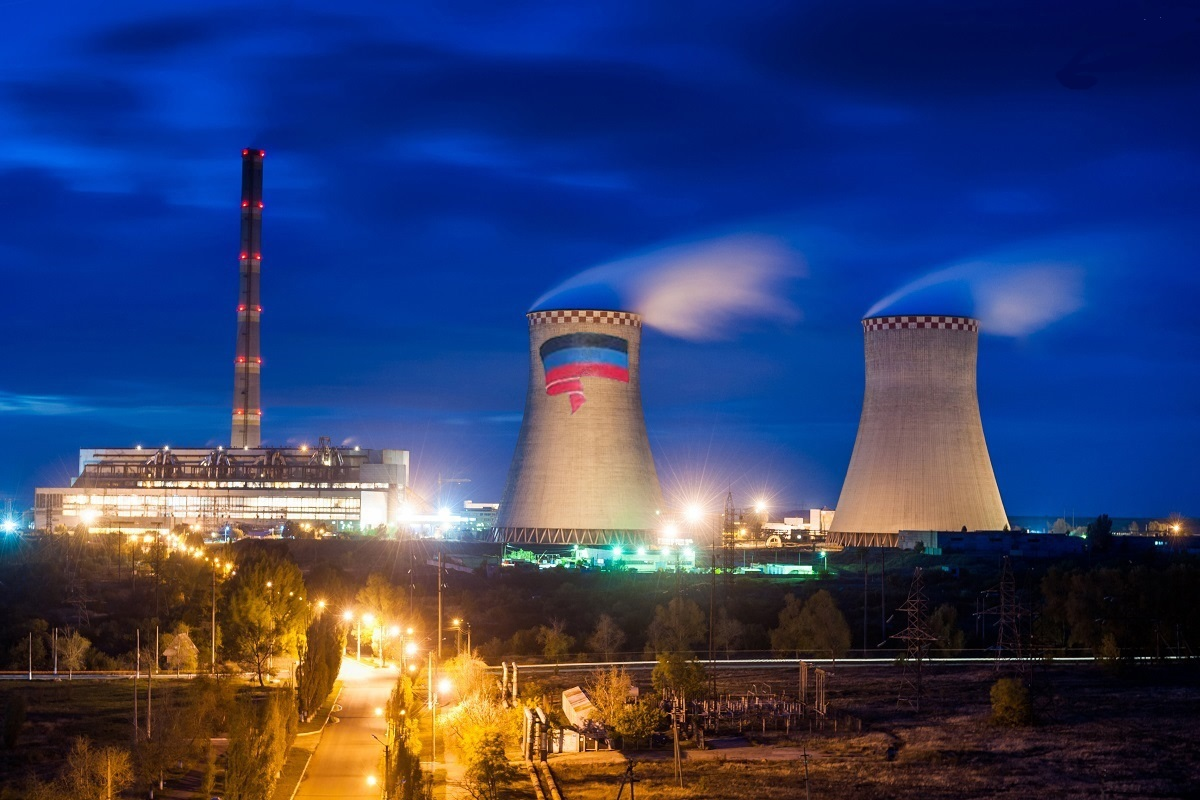
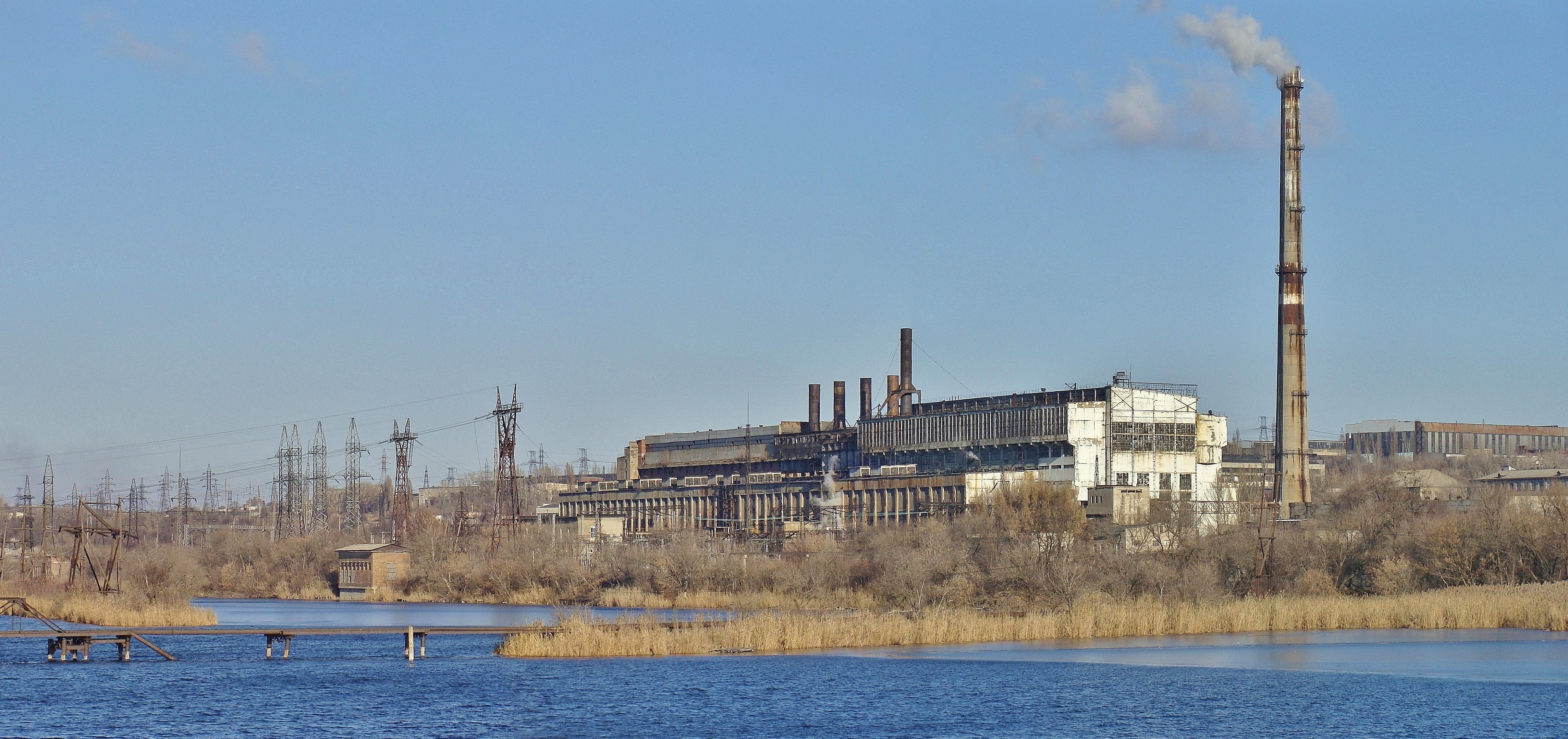
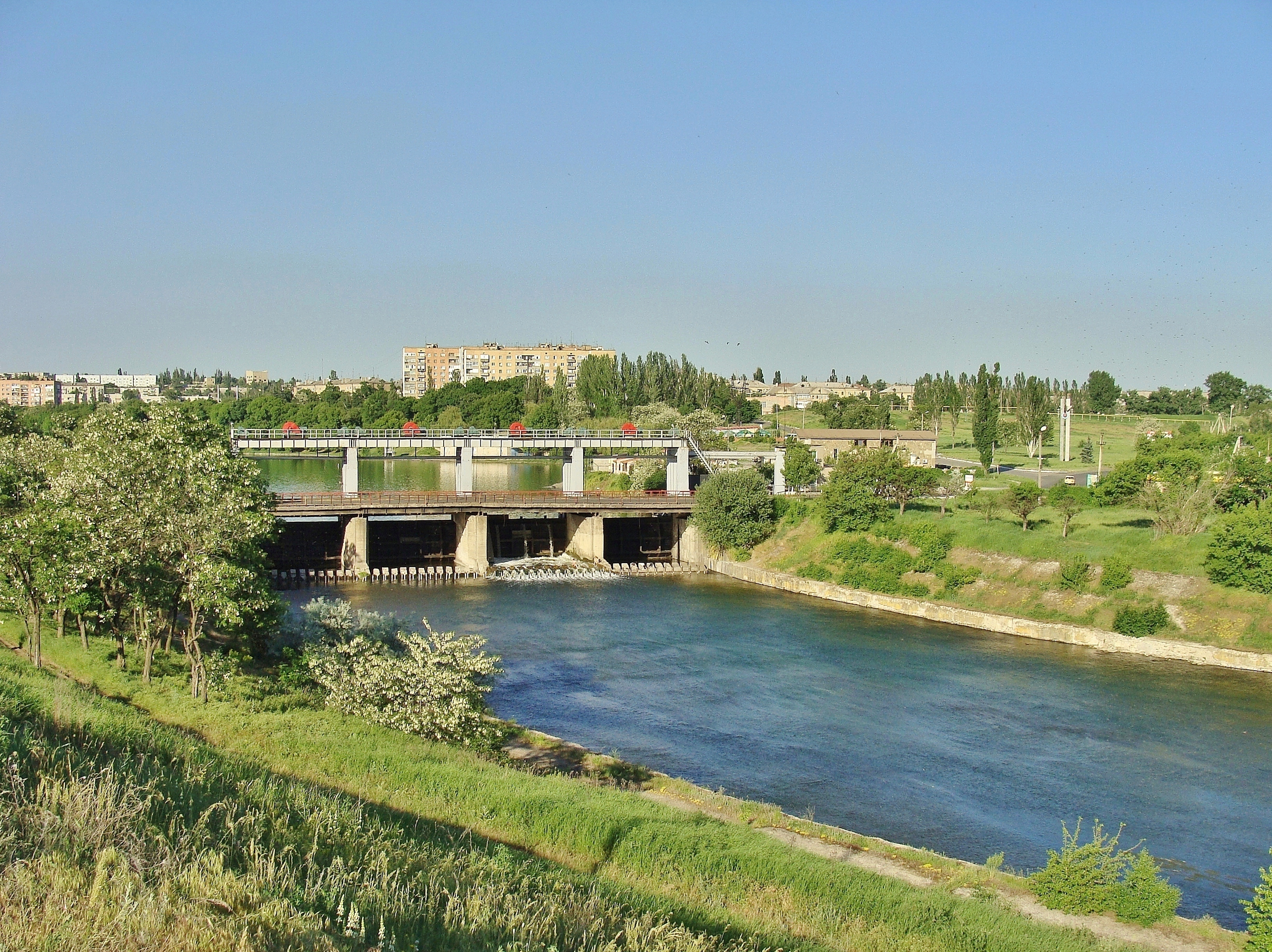
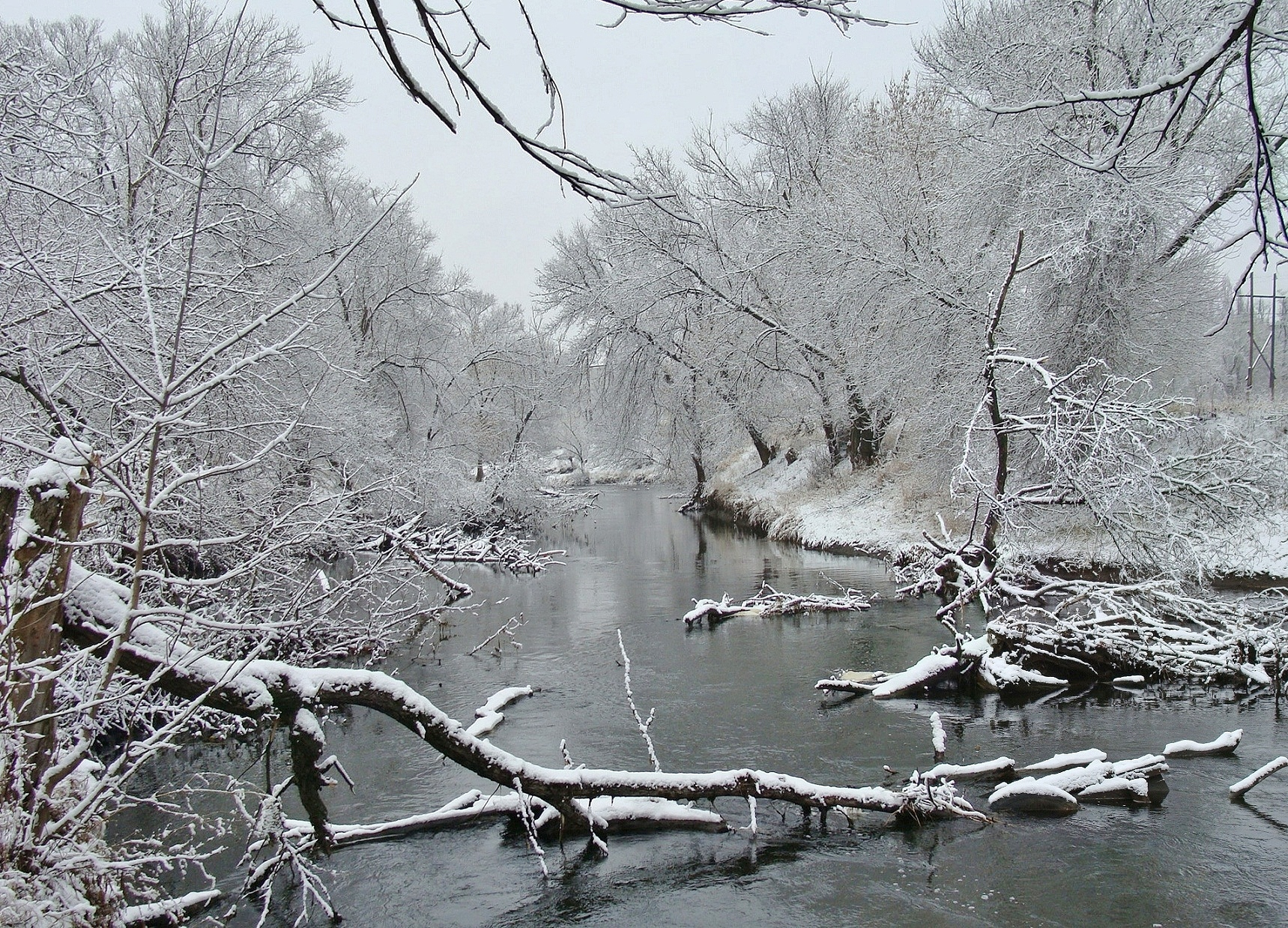
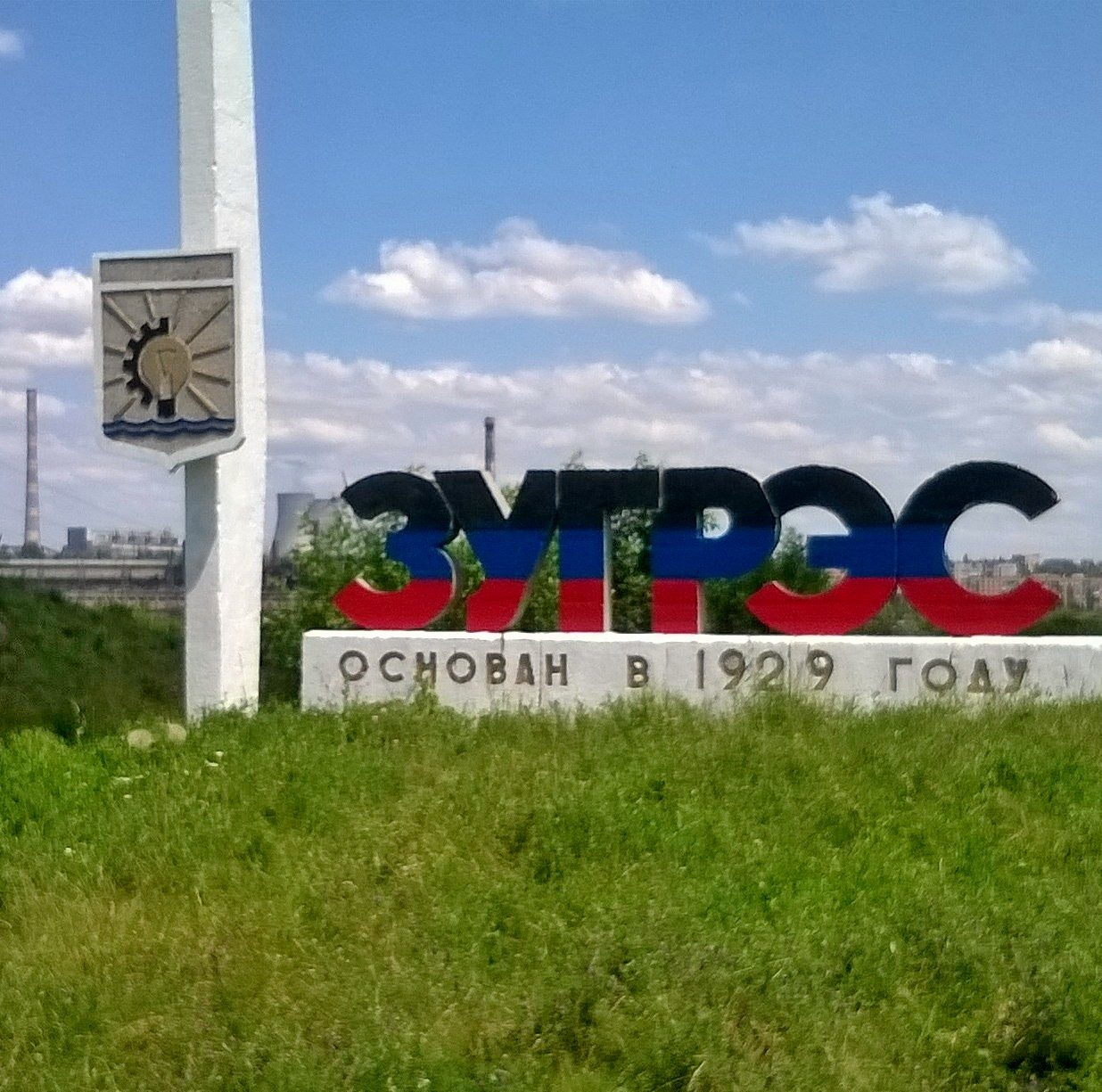